# Світ молоді (Вінніпег)
«Світ мо́лоді» — ілюстрований місячник лівого спрямування, орган Секції Молоді товариства Український Робітничий-Фармерський Дім у Канаді. 
Виходив у Вінніпезі з березня 1927 року до 1930 року, а під назвою «Бойова молодь» у 1930—1932 роках. Редактори Мирослав Ірчан і М. Лерантович.